# Latrodectus geometricus
Nhện góa phụ nâu (Danh pháp khoa học: Latrodectus geometricus) là một loài nhện độc trong họ Theridiidae, chúng được coi là họ hàng với loài nhện góa phụ đen (Latrodectus mactans).

## Đặc điểm
Nơi sinh sống của chúng là ở Nam Mỹ. Đây là một loài nhiện khá nhút nhát, thường sống ở những nơi hẻo lánh, ít người qua lại như các thùng rác ngoài trời, bên dưới mái hiên nhà, trong hòm thư, trong gara chật chội, dưới ghế ngồi ngoài trời.... Kích cỡ cơ thể (bao gồm cả chân) của con cái là 4 cm, còn đối với con đực là 1,25 cm. Nhện góa phụ nâu được cho là có nọc độc mạnh gấp đôi nhện góa phụ đen. Tuy nhiên, mức độ truyền chất độc cho nạn nhân lại thấp hơn họ hàng của chúng. 